# Wilhelm Sulpiz Kurz
Wilhelm Sulpiz Kurz (1834 – 1878) foi um botânico alemão e diretor do Jardim de Bogor, província de Java Ocidental e de Calcutá.
Trabalhou e explorou a flora da  Índia, Indonésia, Birmânia, Malásia e Singapura.